# Зирская волость
Зирская волость (латыш. Ziru pagasts) — одна из волостей Вентспилсского края, на побережье Балтийского моря. Граничит с Юркалнской, Ужавской, Варвской, Пилтенской и Злекской волостями своего края, а также с Эдольской и Алсунгской волостями Кулдигского края. Наиболее крупные населенные пункты — Зирас (административный центр волости), Сисе, Теранде, Бетциемс, Вендзавас.

## История
В 1935 году площадь Зирской волости, входящей в Виндавский уезд, была 90 км² и в ней проживало 1227 жителей. В 1945 году в волости были созданы Сисский и Зирский поселковые советы, а волость в 1949 году ликвидировали. Зирская волость входила в Алсунгский (1949—1956), Вентспилский (1956—1962), Кулдигский (1962—1967) и затем опять в Вентспилсский (после 1967 г.) районы. К посёлку Зирас в 1954 году присоединили ликвидированный посёлок Сисес. В 1990 году посёлок реорганизовали в волость. В 2009 году Зирскую волость как административную территорию включили в Вентспилсский край. 

## Известные люди
- Рейтер, Макс Андреевич (латыш. Mārtiņš Reiters) (1886—1950) — советский военачальник, генерал-полковник (1943).